# Davis Cup 2025 – baráž 1. světové skupiny
Baráž 1. světové skupiny Davis Cupu 2025 představovala třináct mezistátních tenisových zápasů hraných mezi 31. lednem a 2. únorem 2025. V rámci mužské týmové soutěže – Davis Cupu 2025, se první světové baráže zúčastnilo dvacet šest družstev rozdělených do třinácti párů. Dvoudenní vzájemná mezistátní utkání se konala ve formátu domácího a hostujícího týmu do tři vítězných bodů (čtyři dvouhry a čtyřhra jako v pořadí třetí utkání).
Vítězové postoupili do zářijové 1. světové skupiny 2025 a na poražené čekala účast ve 2. světové skupině 2025 hrané také v září.

## Přehled
Baráže 1. světové skupiny se zúčastnilo dvacet šest týmů:
- 12 poražených týmů z 1. světové skupiny 2024
- 12 vítězných týmů z 2. světové skupiny 2024
- 2 žebříčkově nejvýše poražení z 2. světové skupiny 2024 (Mexiko, Pákistán)

| Nasazené týmy 1. Kazachstán (21. ITF) 2. Portugalsko (26.) 3. Bosna a Hercegovina (30.) 4. Kolumbie (32.) 5. Turecko (33.) 6. Peru (34.) 7. Ukrajina (35.) 8. Ekvádor (36.) 9. Rumunsko (37.) 10. Indie (38.) 11. Řecko (39.) 12. Litva (40.) 13. Polsko (41.) | Nenasazené týmy - Uzbekistán (42.) - Bulharsko (43.) - Egypt (44.) - Uruguay (45.) - Libanon (46.) - Mexiko (46.) - Pákistán (46.) - Monako (51.) - Barbados (53.) - Lucembursko (54.) - Tunisko (56.) - Gruzie (61.) - Togo (73.) |

Žebříček ITF k 18. září 2024.
| Baráž 1. světové skupiny: 31. ledna – 1. února a 1.–2. února 2025 | Baráž 1. světové skupiny: 31. ledna – 1. února a 1.–2. února 2025 | Baráž 1. světové skupiny: 31. ledna – 1. února a 1.–2. února 2025 | Baráž 1. světové skupiny: 31. ledna – 1. února a 1.–2. února 2025 | Baráž 1. světové skupiny: 31. ledna – 1. února a 1.–2. února 2025 | Baráž 1. světové skupiny: 31. ledna – 1. února a 1.–2. února 2025 | Baráž 1. světové skupiny: 31. ledna – 1. února a 1.–2. února 2025 |
| Domácí                                                            | výsledek                                                          | hosté                                                             | místo konání                                                      | areál / hala                                                      | povrch                                                            |                                                                   |
| ----------------------------------------------------------------- | ----------------------------------------------------------------- | ----------------------------------------------------------------- | ----------------------------------------------------------------- | ----------------------------------------------------------------- | ----------------------------------------------------------------- | ----------------------------------------------------------------- |
| Kazachstán [1]                                                    | 4–0                                                               | Pákistán                                                          | Astana                                                            | Beeline Arena                                                     | tvrdý (hala)                                                      |                                                                   |
| Monako                                                            | 2–3                                                               | Portugalsko [2]                                                   | Roquebrune-Cap-Martin (Francie)                                   | Monte Carlo Country Club                                          | antuka                                                            |                                                                   |
| Uzbekistán                                                        | 1–3                                                               | Bosna a Hercegovina [3]                                           | Taškent                                                           | Olympic Tennis School                                             | tvrdý (hala)                                                      |                                                                   |
| Kolumbie [4]                                                      | 3–2                                                               | Barbados                                                          | Ibagué                                                            | Complejo de Raqueta                                               | antuka                                                            |                                                                   |
| Turecko [5]                                                       | 5–0                                                               | Mexiko                                                            | Istanbul                                                          | Tenis Eskrim Dağcılık SK                                          | tvrdý (hala)                                                      |                                                                   |
| Libanon                                                           | 0–4                                                               | Peru [6]                                                          | Káhira (Egypt)                                                    | Smash Sporting Club                                               | antuka                                                            |                                                                   |
| Tunisko                                                           | 3–2                                                               | Ukrajina [7]                                                      | El Menzah                                                         | El Menzah Sports Palace                                           | tvrdý (hala)                                                      |                                                                   |
| Ekvádor [8]                                                       | 3–1                                                               | Uruguay                                                           | Salinas                                                           | Salinas Golf y Tenis Club                                         | tvrdý                                                             |                                                                   |
| Rumunsko [9]                                                      | 1–3                                                               | Bulharsko                                                         | Craiova                                                           | Polyvalent Hall                                                   | tvrdý (hala)                                                      |                                                                   |
| Indie [10]                                                        | 4–0                                                               | Togo                                                              | Nové Dillí                                                        | DLTA Complex                                                      | tvrdý                                                             |                                                                   |
| Řecko [11]                                                        | 3–2                                                               | Egypt                                                             | Athény                                                            | Ace Tennis Club                                                   | antuka (hala)                                                     |                                                                   |
| Lucembursko                                                       | 3–1                                                               | Litva [12]                                                        | Lucemburk                                                         | d'Coque                                                           | tvrdý (hala)                                                      |                                                                   |
| Gruzie                                                            | 0–4                                                               | Polsko [13]                                                       | Tbilisi                                                           | Sportovní palác v Tbilisi                                         | tvrdý (hala)                                                      |                                                                   |

## Zápasy baráže 1. světové skupiny

### Kazachstán vs. Pákistán
| | Kazachstán | 4 :                                                             | 0   | Pákistán |    |            |
| --- | ---------- | --------------------------------------------------------------- | --- | -------- | -- | ---------- |
| Beeline Arena (Národní tenisové centrum), Astana, Kazachstán 1.–2. února 2025 tvrdý (hala) |            |                                                                 |     |          |    |            |
| \| \| \| \| 1. \| 2. \| 3. \| \| \| -- \| \| --------------------------------------------------------------- \| --- \| ---- \| -- \| ---------- \| \| 1. \| \| Alexandr Ševčenko Muzammil Murtaza \| 6 2 \| 6 1 \| \| \| \| 2. \| \| Bejbit Žukajev Huzaifa Abdul Rehman \| 7 5 \| 6 0 \| \| \| \| 3. \| \| Alexandr Ševčenko / Timofej Skatov Muzammil Murtaza / Akil Chán \| 6 4 \| 7 61 \| \| \| \| 4. \| \| Denis Jevsejev Ahmad Nael Kúreší \| 6 0 \| 6 0 \| \| \| \| 5. \| \| Bejbit Žukajev Muzammil Murtaza \| \| \| \| nehrálo se \| \| \| \| \| \| \| \| \| \| \| \| \| \| \| \| \| \| \| \| \| \| \| \| \| \| \| \| \| \| \| \| \| \| \| \| \| \| \| \| \| |            |                                                                 |     |          |    |            |
| |            |                                                                 | 1.  | 2.       | 3. |            |
| 1. |            | Alexandr Ševčenko Muzammil Murtaza                              | 6 2 | 6 1      |    |            |
| 2. |            | Bejbit Žukajev Huzaifa Abdul Rehman                             | 7 5 | 6 0      |    |            |
| 3. |            | Alexandr Ševčenko / Timofej Skatov Muzammil Murtaza / Akil Chán | 6 4 | 7 61     |    |            |
| 4. |            | Denis Jevsejev Ahmad Nael Kúreší                                | 6 0 | 6 0      |    |            |
| 5. |            | Bejbit Žukajev Muzammil Murtaza                                 |     |          |    | nehrálo se |
| |            |                                                                 |     |          |    |            |
| |            |                                                                 |     |          |    |            |
| |            |                                                                 |     |          |    |            |
| |            |                                                                 |     |          |    |            |
| |            |                                                                 |     |          |    |            |

### Monako vs. Portugalsko
| | Monako | 2 :                                                      | 3   | Portugalsko |     |  |
| --- | ------ | -------------------------------------------------------- | --- | ----------- | --- |  |
| Monte Carlo Country Club, Roquebrune-Cap-Martin, Francie 1.–2. února 2025 antuka |        |                                                          |     |             |     |  |
| \| \| \| \| 1. \| 2. \| 3. \| \| \| -- \| \| -------------------------------------------------------- \| --- \| ---- \| --- \| \| \| 1. \| \| Valentin Vacherot Jaime Faria \| 6 4 \| 65 7 \| 6 2 \| \| \| 2. \| \| Benjamin Balleret Nuno Borges \| 3 6 \| 1 6 \| \| \| \| 3. \| \| Romain Arneodo / Hugo Nys Nuno Borges / Francisco Cabral \| 3 6 \| 6 3 \| 5 7 \| \| \| 4. \| \| Valentin Vacherot Nuno Borges \| 4 6 \| 6 1 \| 6 2 \| \| \| 5. \| \| Romain Arneodo Henrique Rocha \| 5 7 \| 5 7 \| \| \| \| \| \| \| \| \| \| \| \| \| \| \| \| \| \| \| \| \| \| \| \| \| \| \| \| \| \| \| \| \| \| \| \| \| \| \| \| \| \| \| |        |                                                          |     |             |     |  |
| |        |                                                          | 1.  | 2.          | 3.  |  |
| 1. |        | Valentin Vacherot Jaime Faria                            | 6 4 | 65 7        | 6 2 |  |
| 2. |        | Benjamin Balleret Nuno Borges                            | 3 6 | 1 6         |     |  |
| 3. |        | Romain Arneodo / Hugo Nys Nuno Borges / Francisco Cabral | 3 6 | 6 3         | 5 7 |  |
| 4. |        | Valentin Vacherot Nuno Borges                            | 4 6 | 6 1         | 6 2 |  |
| 5. |        | Romain Arneodo Henrique Rocha                            | 5 7 | 5 7         |     |  |
| |        |                                                          |     |             |     |  |
| |        |                                                          |     |             |     |  |
| |        |                                                          |     |             |     |  |
| |        |                                                          |     |             |     |  |
| |        |                                                          |     |             |     |  |

### Uzbekistán vs. Bosna a Hercegovina
| | Uzbekistán | 1 :                                                         | 3    | Bosna a Hercegovina |      |            |
| --- | ---------- | ----------------------------------------------------------- | ---- | ------------------- | ---- | ---------- |
| Olympic Tennis School, Taškent, Uzbekistán 31. ledna – 1. února 2025 tvrdý (hala) |            |                                                             |      |                     |      |            |
| \| \| \| \| 1. \| 2. \| 3. \| \| \| -- \| \| ----------------------------------------------------------- \| ---- \| ---- \| ---- \| ---------- \| \| 1. \| \| Chumojun Sultanov Mirza Bašić \| 6 4 \| 3 6 \| 7 64 \| \| \| 2. \| \| Sergej Fomin Damir Džumhur \| 67 9 \| 3 6 \| \| \| \| 3. \| \| Sergej Fomin / Chumojun Sultanov Mirza Bašić / Nerman Fatić \| 6 78 \| 62 7 \| \| \| \| 4. \| \| Chumojun Sultanov Damir Džumhur \| 4 6 \| 6 1 \| 3 6 \| \| \| 5. \| \| Sergej Fomin Mirza Bašić \| \| \| \| nehrálo se \| \| \| \| \| \| \| \| \| \| \| \| \| \| \| \| \| \| \| \| \| \| \| \| \| \| \| \| \| \| \| \| \| \| \| \| \| \| \| \| \| |            |                                                             |      |                     |      |            |
| |            |                                                             | 1.   | 2.                  | 3.   |            |
| 1. |            | Chumojun Sultanov Mirza Bašić                               | 6 4  | 3 6                 | 7 64 |            |
| 2. |            | Sergej Fomin Damir Džumhur                                  | 67 9 | 3 6                 |      |            |
| 3. |            | Sergej Fomin / Chumojun Sultanov Mirza Bašić / Nerman Fatić | 6 78 | 62 7                |      |            |
| 4. |            | Chumojun Sultanov Damir Džumhur                             | 4 6  | 6 1                 | 3 6  |            |
| 5. |            | Sergej Fomin Mirza Bašić                                    |      |                     |      | nehrálo se |
| |            |                                                             |      |                     |      |            |
| |            |                                                             |      |                     |      |            |
| |            |                                                             |      |                     |      |            |
| |            |                                                             |      |                     |      |            |
| |            |                                                             |      |                     |      |            |

### Kolumbie vs. Barbados
| | Kolumbie | 3 :                                                                    | 2    | Barbados |    |  |
| --- | -------- | ---------------------------------------------------------------------- | ---- | -------- | -- |  |
| Complejo de Raqueta, Ibagué, Kolumbie 31. ledna – 1. února 2025 antuka |          |                                                                        |      |          |    |  |
| \| \| \| \| 1. \| 2. \| 3. \| \| \| -- \| \| ---------------------------------------------------------------------- \| ---- \| --- \| -- \| \| \| 1. \| \| Nicolás Mejía Xavier Lawrence \| 6 2 \| 6 0 \| \| \| \| 2. \| \| Adrià Soriano Barrera Darian King \| 2 6 \| 4 6 \| \| \| \| 3. \| \| Nicolás Barrientos / Cristian Rodríguez Darian King / Stephen Slocombe \| 7 64 \| 6 2 \| \| \| \| 4. \| \| Nicolás Mejía Darian King \| 3 6 \| 4 6 \| \| \| \| 5. \| \| Adrià Soriano Barrera Kaipo Marshall \| 6 2 \| 6 2 \| \| \| \| \| \| \| \| \| \| \| \| \| \| \| \| \| \| \| \| \| \| \| \| \| \| \| \| \| \| \| \| \| \| \| \| \| \| \| \| \| \| \| |          |                                                                        |      |          |    |  |
| |          |                                                                        | 1.   | 2.       | 3. |  |
| 1. |          | Nicolás Mejía Xavier Lawrence                                          | 6 2  | 6 0      |    |  |
| 2. |          | Adrià Soriano Barrera Darian King                                      | 2 6  | 4 6      |    |  |
| 3. |          | Nicolás Barrientos / Cristian Rodríguez Darian King / Stephen Slocombe | 7 64 | 6 2      |    |  |
| 4. |          | Nicolás Mejía Darian King                                              | 3 6  | 4 6      |    |  |
| 5. |          | Adrià Soriano Barrera Kaipo Marshall                                   | 6 2  | 6 2      |    |  |
| |          |                                                                        |      |          |    |  |
| |          |                                                                        |      |          |    |  |
| |          |                                                                        |      |          |    |  |
| |          |                                                                        |      |          |    |  |
| |          |                                                                        |      |          |    |  |

### Turecko vs. Mexiko
| | Turecko | 5 :                                                             | 0   | Mexiko |     |  |
| --- | ------- | --------------------------------------------------------------- | --- | ------ | --- |  |
| Tenis Eskrim Dağcılık SK, Istanbul, Turecko 1.–2. února 2025 tvrdý (hala) |         |                                                                 |     |        |     |  |
| \| \| \| \| 1. \| 2. \| 3. \| \| \| -- \| \| --------------------------------------------------------------- \| --- \| --- \| --- \| \| \| 1. \| \| Ergi Kırkın Alex Hernández \| 7 5 \| 5 7 \| 7 5 \| \| \| 2. \| \| Yankı Erel Rodrigo Pacheco Méndez \| 6 4 \| 1 6 \| 6 1 \| \| \| 3. \| \| Yankı Erel / Ergi Kırkın Daniel Moreno / Rodrigo Pacheco Méndez \| 2 6 \| 7 5 \| 6 3 \| \| \| 4. \| \| Atakan Karahan Rafael Alonso de Alba Valdés \| 6 3 \| 6 3 \| \| \| \| 5. \| \| Mert Naci Türker Eugenio González Fitzmaurice \| 6 1 \| 6 2 \| \| \| \| \| \| \| \| \| \| \| \| \| \| \| \| \| \| \| \| \| \| \| \| \| \| \| \| \| \| \| \| \| \| \| \| \| \| \| \| \| \| \| |         |                                                                 |     |        |     |  |
| |         |                                                                 | 1.  | 2.     | 3.  |  |
| 1. |         | Ergi Kırkın Alex Hernández                                      | 7 5 | 5 7    | 7 5 |  |
| 2. |         | Yankı Erel Rodrigo Pacheco Méndez                               | 6 4 | 1 6    | 6 1 |  |
| 3. |         | Yankı Erel / Ergi Kırkın Daniel Moreno / Rodrigo Pacheco Méndez | 2 6 | 7 5    | 6 3 |  |
| 4. |         | Atakan Karahan Rafael Alonso de Alba Valdés                     | 6 3 | 6 3    |     |  |
| 5. |         | Mert Naci Türker Eugenio González Fitzmaurice                   | 6 1 | 6 2    |     |  |
| |         |                                                                 |     |        |     |  |
| |         |                                                                 |     |        |     |  |
| |         |                                                                 |     |        |     |  |
| |         |                                                                 |     |        |     |  |
| |         |                                                                 |     |        |     |  |

### Libanon vs. Peru
| | Libanon | 0 :                                                                 | 4    | Peru |     |            |
| --- | ------- | ------------------------------------------------------------------- | ---- | ---- | --- | ---------- |
| Smash Sporting Club, Káhira, Egypt 31. ledna – 1. února 2025 antuka |         |                                                                     |      |      |     |            |
| \| \| \| \| 1. \| 2. \| 3. \| \| \| -- \| \| ------------------------------------------------------------------- \| ---- \| ---- \| --- \| ---------- \| \| 1. \| \| Benjamin Hassan Ignacio Buse \| 3 6 \| 2 6 \| \| \| \| 2. \| \| Hady Habib Gonzalo Bueno \| 3 6 \| 6 2 \| 4 6 \| \| \| 3. \| \| Hady Habib / Benjamin Hassan Conner Huertas del Pino / Ignacio Buse \| 4 6 \| 5 7 \| \| \| \| 4. \| \| Fadi Bidan Conner Huertas del Pino \| 64 7 \| 63 7 \| \| \| \| 5. \| \| Benjamin Hassan Gonzalo Bueno \| \| \| \| nehrálo se \| \| \| \| \| \| \| \| \| \| \| \| \| \| \| \| \| \| \| \| \| \| \| \| \| \| \| \| \| \| \| \| \| \| \| \| \| \| \| \| \| |         |                                                                     |      |      |     |            |
| |         |                                                                     | 1.   | 2.   | 3.  |            |
| 1. |         | Benjamin Hassan Ignacio Buse                                        | 3 6  | 2 6  |     |            |
| 2. |         | Hady Habib Gonzalo Bueno                                            | 3 6  | 6 2  | 4 6 |            |
| 3. |         | Hady Habib / Benjamin Hassan Conner Huertas del Pino / Ignacio Buse | 4 6  | 5 7  |     |            |
| 4. |         | Fadi Bidan Conner Huertas del Pino                                  | 64 7 | 63 7 |     |            |
| 5. |         | Benjamin Hassan Gonzalo Bueno                                       |      |      |     | nehrálo se |
| |         |                                                                     |      |      |     |            |
| |         |                                                                     |      |      |     |            |
| |         |                                                                     |      |      |     |            |
| |         |                                                                     |      |      |     |            |
| |         |                                                                     |      |      |     |            |

### Tunisko vs. Ukrajina
| | Tunisko | 3 :                                                       | 2    | Ukrajina |     |  |
| --- | ------- | --------------------------------------------------------- | ---- | -------- | --- |  |
| El Menzah Sports Palace, El Menzah, Tunisko 31. ledna – 2. února 2025 tvrdý (hala) |         |                                                           |      |          |     |  |
| \| \| \| \| 1. \| 2. \| 3. \| \| \| -- \| \| --------------------------------------------------------- \| ---- \| ----- \| --- \| \| \| 1. \| \| Aziz Dougaz Vitalij Sačko \| 3 6 \| 78 66 \| 3 6 \| \| \| 2. \| \| Moez Echargui Oleksandr Ovčarenko \| 7 61 \| 6 2 \| \| \| \| 3. \| \| Aziz Dougaz / Aziz Ouakaa Oleksij Krutych / Vitalij Sačko \| 6 3 \| 6 4 \| \| \| \| 4. \| \| Aziz Dougaz Oleksandr Ovčarenko \| 2 6 \| 2 6 \| \| \| \| 5. \| \| Moez Echargui Vitalij Sačko \| 7 5 \| 6 1 \| \| \| \| \| \| \| \| \| \| \| \| \| \| \| \| \| \| \| \| \| \| \| \| \| \| \| \| \| \| \| \| \| \| \| \| \| \| \| \| \| \| \| |         |                                                           |      |          |     |  |
| |         |                                                           | 1.   | 2.       | 3.  |  |
| 1. |         | Aziz Dougaz Vitalij Sačko                                 | 3 6  | 78 66    | 3 6 |  |
| 2. |         | Moez Echargui Oleksandr Ovčarenko                         | 7 61 | 6 2      |     |  |
| 3. |         | Aziz Dougaz / Aziz Ouakaa Oleksij Krutych / Vitalij Sačko | 6 3  | 6 4      |     |  |
| 4. |         | Aziz Dougaz Oleksandr Ovčarenko                           | 2 6  | 2 6      |     |  |
| 5. |         | Moez Echargui Vitalij Sačko                               | 7 5  | 6 1      |     |  |
| |         |                                                           |      |          |     |  |
| |         |                                                           |      |          |     |  |
| |         |                                                           |      |          |     |  |
| |         |                                                           |      |          |     |  |
| |         |                                                           |      |          |     |  |

### Ekvádor vs. Uruguay
| | Ekvádor | 3 :                                                        | 1    | Uruguay |    |            |
| --- | ------- | ---------------------------------------------------------- | ---- | ------- | -- | ---------- |
| Salinas Golf y Tenis Club, Salinas, Ekvádor 1.–2. února 2025 tvrdý |         |                                                            |      |         |    |            |
| \| \| \| \| 1. \| 2. \| 3. \| \| \| -- \| \| ---------------------------------------------------------- \| ---- \| --- \| -- \| ---------- \| \| 1. \| \| Andrés Andrade Francisco Llanes \| 6 4 \| 6 0 \| \| \| \| 2. \| \| Álvaro Guillén Meza Franco Roncadelli \| 6 78 \| 0 6 \| \| \| \| 3. \| \| Andrés Andrade / Diego Hidalgo Ariel Behar / Ignacio Carou \| 6 3 \| 7 5 \| \| \| \| 4. \| \| Andrés Andrade Franco Roncadelli \| 6 4 \| 6 1 \| \| \| \| 5. \| \| Álvaro Guillén Meza Francisco Llanes \| \| \| \| nehrálo se \| \| \| \| \| \| \| \| \| \| \| \| \| \| \| \| \| \| \| \| \| \| \| \| \| \| \| \| \| \| \| \| \| \| \| \| \| \| \| \| \| |         |                                                            |      |         |    |            |
| |         |                                                            | 1.   | 2.      | 3. |            |
| 1. |         | Andrés Andrade Francisco Llanes                            | 6 4  | 6 0     |    |            |
| 2. |         | Álvaro Guillén Meza Franco Roncadelli                      | 6 78 | 0 6     |    |            |
| 3. |         | Andrés Andrade / Diego Hidalgo Ariel Behar / Ignacio Carou | 6 3  | 7 5     |    |            |
| 4. |         | Andrés Andrade Franco Roncadelli                           | 6 4  | 6 1     |    |            |
| 5. |         | Álvaro Guillén Meza Francisco Llanes                       |      |         |    | nehrálo se |
| |         |                                                            |      |         |    |            |
| |         |                                                            |      |         |    |            |
| |         |                                                            |      |         |    |            |
| |         |                                                            |      |         |    |            |
| |         |                                                            |      |         |    |            |

### Rumunsko vs. Bulharsko
| | Rumunsko | 1 :                                                                     | 3    | Bulharsko |      |            |
| --- | -------- | ----------------------------------------------------------------------- | ---- | --------- | ---- | ---------- |
| Polyvalent Hall, Craiova, Rumunsko 31. ledna – 1. února 2025 tvrdý (hala) |          |                                                                         |      |           |      |            |
| \| \| \| \| 1. \| 2. \| 3. \| \| \| -- \| \| ----------------------------------------------------------------------- \| ---- \| ---- \| ---- \| ---------- \| \| 1. \| \| Cezar Crețu Petr Nestěrov \| 6 78 \| 6 3 \| 7 63 \| \| \| 2. \| \| Filip Cristian Jianu Ilijan Radulov \| 3 6 \| 63 7 \| \| \| \| 3. \| \| Gabi Adrian Boitan / Victor Vlad Cornea Alexandr Donski / Petr Nestěrov \| 3 6 \| 3 6 \| \| \| \| 4. \| \| Filip Cristian Jianu Adrian Andrejev \| 3 6 \| 6 3 \| 3 6 \| \| \| 5. \| \| Cezar Crețu Iliyan Radulov \| \| \| \| nehrálo se \| \| \| \| \| \| \| \| \| \| \| \| \| \| \| \| \| \| \| \| \| \| \| \| \| \| \| \| \| \| \| \| \| \| \| \| \| \| \| \| \| |          |                                                                         |      |           |      |            |
| |          |                                                                         | 1.   | 2.        | 3.   |            |
| 1. |          | Cezar Crețu Petr Nestěrov                                               | 6 78 | 6 3       | 7 63 |            |
| 2. |          | Filip Cristian Jianu Ilijan Radulov                                     | 3 6  | 63 7      |      |            |
| 3. |          | Gabi Adrian Boitan / Victor Vlad Cornea Alexandr Donski / Petr Nestěrov | 3 6  | 3 6       |      |            |
| 4. |          | Filip Cristian Jianu Adrian Andrejev                                    | 3 6  | 6 3       | 3 6  |            |
| 5. |          | Cezar Crețu Iliyan Radulov                                              |      |           |      | nehrálo se |
| |          |                                                                         |      |           |      |            |
| |          |                                                                         |      |           |      |            |
| |          |                                                                         |      |           |      |            |
| |          |                                                                         |      |           |      |            |
| |          |                                                                         |      |           |      |            |

### Indie vs. Togo
| | Indie | 4 :                                                                                | 0   | Togo |    |            |
| --- | ----- | ---------------------------------------------------------------------------------- | --- | ---- | -- | ---------- |
| DLTA Complex, Nové Dillí, Indie 1.–2. února 2025 tvrdý |       |                                                                                    |     |      |    |            |
| \| \| \| \| 1. \| 2. \| 3. \| \| \| -- \| \| ---------------------------------------------------------------------------------- \| --- \| --- \| -- \| ---------- \| \| 1. \| \| Sasikumar Mukund Liova Ajavon \| 6 2 \| 6 1 \| \| \| \| 2. \| \| Ramkumar Ramanathan Thomas Setodji \| 6 0 \| 6 2 \| \| \| \| 3. \| \| Sriram Baladži / Rithvik Čoudary Bollípalli M'lapa Tingou Akomlo / Hod'abalo Padio \| 6 2 \| 6 1 \| \| \| \| 4. \| \| Karan Singh Hod'abalo Padio \| 6 2 \| 6 3 \| \| \| \| 5. \| \| Ramkumar Ramanathan Liova Ajavon \| \| \| \| nehrálo se \| \| \| \| \| \| \| \| \| \| \| \| \| \| \| \| \| \| \| \| \| \| \| \| \| \| \| \| \| \| \| \| \| \| \| \| \| \| \| \| \| |       |                                                                                    |     |      |    |            |
| |       |                                                                                    | 1.  | 2.   | 3. |            |
| 1. |       | Sasikumar Mukund Liova Ajavon                                                      | 6 2 | 6 1  |    |            |
| 2. |       | Ramkumar Ramanathan Thomas Setodji                                                 | 6 0 | 6 2  |    |            |
| 3. |       | Sriram Baladži / Rithvik Čoudary Bollípalli M'lapa Tingou Akomlo / Hod'abalo Padio | 6 2 | 6 1  |    |            |
| 4. |       | Karan Singh Hod'abalo Padio                                                        | 6 2 | 6 3  |    |            |
| 5. |       | Ramkumar Ramanathan Liova Ajavon                                                   |     |      |    | nehrálo se |
| |       |                                                                                    |     |      |    |            |
| |       |                                                                                    |     |      |    |            |
| |       |                                                                                    |     |      |    |            |
| |       |                                                                                    |     |      |    |            |
| |       |                                                                                    |     |      |    |            |

### Řecko vs. Egypt
| | Řecko | 3 :                                                                  | 2    | Egypt |     |  |
| --- | ----- | -------------------------------------------------------------------- | ---- | ----- | --- |  |
| Ace Tennis Club, Pallini, Řecko 1.–2. února 2025 antuka (hala) |       |                                                                      |      |       |     |  |
| \| \| \| \| 1. \| 2. \| 3. \| \| \| -- \| \| -------------------------------------------------------------------- \| ---- \| ---- \| --- \| \| \| 1. \| \| Christos Antonopoulos Mohamed Safwat \| 2 6 \| 2 6 \| \| \| \| 2. \| \| Stefanos Sakellaridis Karim-Mohamed Maamoun \| 6 1 \| 6 2 \| \| \| \| 3. \| \| Aristotelis Thanos / Petros Tsitsipas Mohamed Safwat / Fares Zakaria \| 65 7 \| 6 78 \| \| \| \| 4. \| \| Stefanos Sakellaridis Mohamed Safwat \| 6 4 \| 3 6 \| 6 2 \| \| \| 5. \| \| Aristotelis Thanos Amr Elsayed \| 6 0 \| 6 3 \| \| \| \| \| \| \| \| \| \| \| \| \| \| \| \| \| \| \| \| \| \| \| \| \| \| \| \| \| \| \| \| \| \| \| \| \| \| \| \| \| \| \| |       |                                                                      |      |       |     |  |
| |       |                                                                      | 1.   | 2.    | 3.  |  |
| 1. |       | Christos Antonopoulos Mohamed Safwat                                 | 2 6  | 2 6   |     |  |
| 2. |       | Stefanos Sakellaridis Karim-Mohamed Maamoun                          | 6 1  | 6 2   |     |  |
| 3. |       | Aristotelis Thanos / Petros Tsitsipas Mohamed Safwat / Fares Zakaria | 65 7 | 6 78  |     |  |
| 4. |       | Stefanos Sakellaridis Mohamed Safwat                                 | 6 4  | 3 6   | 6 2 |  |
| 5. |       | Aristotelis Thanos Amr Elsayed                                       | 6 0  | 6 3   |     |  |
| |       |                                                                      |      |       |     |  |
| |       |                                                                      |      |       |     |  |
| |       |                                                                      |      |       |     |  |
| |       |                                                                      |      |       |     |  |
| |       |                                                                      |      |       |     |  |

### Lucembursko vs. Litva
| | Lucembursko | 3 :                                                      | 1   | Litva |     |            |
| --- | ----------- | -------------------------------------------------------- | --- | ----- | --- | ---------- |
| d'Coque, Lucemburk, Lucembursko 1.–2. února 2025 tvrdý (hala) |             |                                                          |     |       |     |            |
| \| \| \| \| 1. \| 2. \| 3. \| \| \| -- \| \| -------------------------------------------------------- \| --- \| ---- \| --- \| ---------- \| \| 1. \| \| Chris Rodesch Edas Butvilas \| 3 6 \| 1 6 \| \| \| \| 2. \| \| Alex Knaff Vilius Gaubas \| 6 4 \| 3 6 \| 6 2 \| \| \| 3. \| \| Alex Knaff / Chris Rodesch Edas Butvilas / Vilius Gaubas \| 6 2 \| 7 63 \| \| \| \| 4. \| \| Chris Rodesch Vilius Gaubas \| 6 4 \| 6 4 \| \| \| \| 5. \| \| Alex Knaff Edas Butvilas \| \| \| \| nehrálo se \| \| \| \| \| \| \| \| \| \| \| \| \| \| \| \| \| \| \| \| \| \| \| \| \| \| \| \| \| \| \| \| \| \| \| \| \| \| \| \| \| |             |                                                          |     |       |     |            |
| |             |                                                          | 1.  | 2.    | 3.  |            |
| 1. |             | Chris Rodesch Edas Butvilas                              | 3 6 | 1 6   |     |            |
| 2. |             | Alex Knaff Vilius Gaubas                                 | 6 4 | 3 6   | 6 2 |            |
| 3. |             | Alex Knaff / Chris Rodesch Edas Butvilas / Vilius Gaubas | 6 2 | 7 63  |     |            |
| 4. |             | Chris Rodesch Vilius Gaubas                              | 6 4 | 6 4   |     |            |
| 5. |             | Alex Knaff Edas Butvilas                                 |     |       |     | nehrálo se |
| |             |                                                          |     |       |     |            |
| |             |                                                          |     |       |     |            |
| |             |                                                          |     |       |     |            |
| |             |                                                          |     |       |     |            |
| |             |                                                          |     |       |     |            |

### Gruzie vs. Polsko
| | Gruzie | 0 :                                                                 | 4   | Polsko |          |            |
| --- | ------ | ------------------------------------------------------------------- | --- | ------ | -------- | ---------- |
| Sportovní palác v Tbilisi, Tbilisi, Gruzie 31. ledna – 1. února 2025 tvrdý (hala) |        |                                                                     |     |        |          |            |
| \| \| \| \| 1. \| 2. \| 3. \| \| \| -- \| \| ------------------------------------------------------------------- \| --- \| ---- \| -------- \| ---------- \| \| 1. \| \| Aleksandre Bakši Kamil Majchrzak \| 3 6 \| 64 7 \| \| \| \| 2. \| \| Saba Purceladze Maks Kaśnikowski \| 3 6 \| 7 5 \| 4 6 \| \| \| 3. \| \| Aleksandre Bakši / Zura Tkemaladze Karol Drzewiecki / Jan Zieliński \| 5 7 \| 1 6 \| \| \| \| 4. \| \| Zura Tkemaladze Martyn Pawelski \| 7 5 \| 65 7 \| [8] [10] \| \| \| 5. \| \| Aleksandre Bakši Maks Kaśnikowski \| \| \| \| nehrálo se \| \| \| \| \| \| \| \| \| \| \| \| \| \| \| \| \| \| \| \| \| \| \| \| \| \| \| \| \| \| \| \| \| \| \| \| \| \| \| \| \| |        |                                                                     |     |        |          |            |
| |        |                                                                     | 1.  | 2.     | 3.       |            |
| 1. |        | Aleksandre Bakši Kamil Majchrzak                                    | 3 6 | 64 7   |          |            |
| 2. |        | Saba Purceladze Maks Kaśnikowski                                    | 3 6 | 7 5    | 4 6      |            |
| 3. |        | Aleksandre Bakši / Zura Tkemaladze Karol Drzewiecki / Jan Zieliński | 5 7 | 1 6    |          |            |
| 4. |        | Zura Tkemaladze Martyn Pawelski                                     | 7 5 | 65 7   | [8] [10] |            |
| 5. |        | Aleksandre Bakši Maks Kaśnikowski                                   |     |        |          | nehrálo se |
| |        |                                                                     |     |        |          |            |
| |        |                                                                     |     |        |          |            |
| |        |                                                                     |     |        |          |            |
| |        |                                                                     |     |        |          |            |
| |        |                                                                     |     |        |          |            |